# Verbindingskanaal (Groningen)
Het Verbindingskanaal is de tot kanaal vergraven zuidelijke vestinggracht in de stad Groningen.
Het kanaal is in het jaar 1879 gegraven en is gelegen ten zuiden van de oude stad. Het vormt de schakel tussen het dan al bestaande Noord-Willemskanaal (1861, in Groningen het Hoornsediep genoemd), de Zuider- en Westerhaven (Westerhavensluis, 1864) en het Hoendiep in het westen en het gelijktijdig aangelegde Eemskanaal (met Oosterhaven) en het Oude Winschoterdiep in het oosten.
Wie met de trein in Groningen aankomt, ziet vanuit het station meteen het Verbindingskanaal, met daarin op een eiland het Groninger Museum. Dit gebouw is relatief jong, maar bijzonder gezichtsbepalend.
Het sinds eind 19e eeuw gedempte Zuiderdiep en Kattendiep waren de laatst gegraven grachten van de Diepenring en werden het eerst gedempt, onder meer omdat het brede Verbindingskanaal voor het Hoofdstation langs hun functie als waterweg over had genomen. Het Verbindingskanaal dateert uit 1879 en is ontstaan door de hier liggende oude vestinggracht te kanaliseren.
Over het kanaal liggen (van oost naar west) de volgende bruggen: de Trompbrug (ook wel kleinbruggetje, kippenbrugje of kattenbruggetje genoemd), de Oosterbrug, de Herebrug, de H.N. Werkmanbrug (ook wel Museumbrug) en de Emmabrug.
Samen met die van het Hoendiep is de kademuur bij het museum de enige basalten kade van Groningen. De grond die vrijkwam bij het graven van het Verbindingskanaal werd gebruikt om het terrein van het Zuiderpark op te hogen.

Ontwerp voor het Verbindingskanaal uit 1873 met de contouren van de vroegere dwingers van de vestingwerken van Groningen.
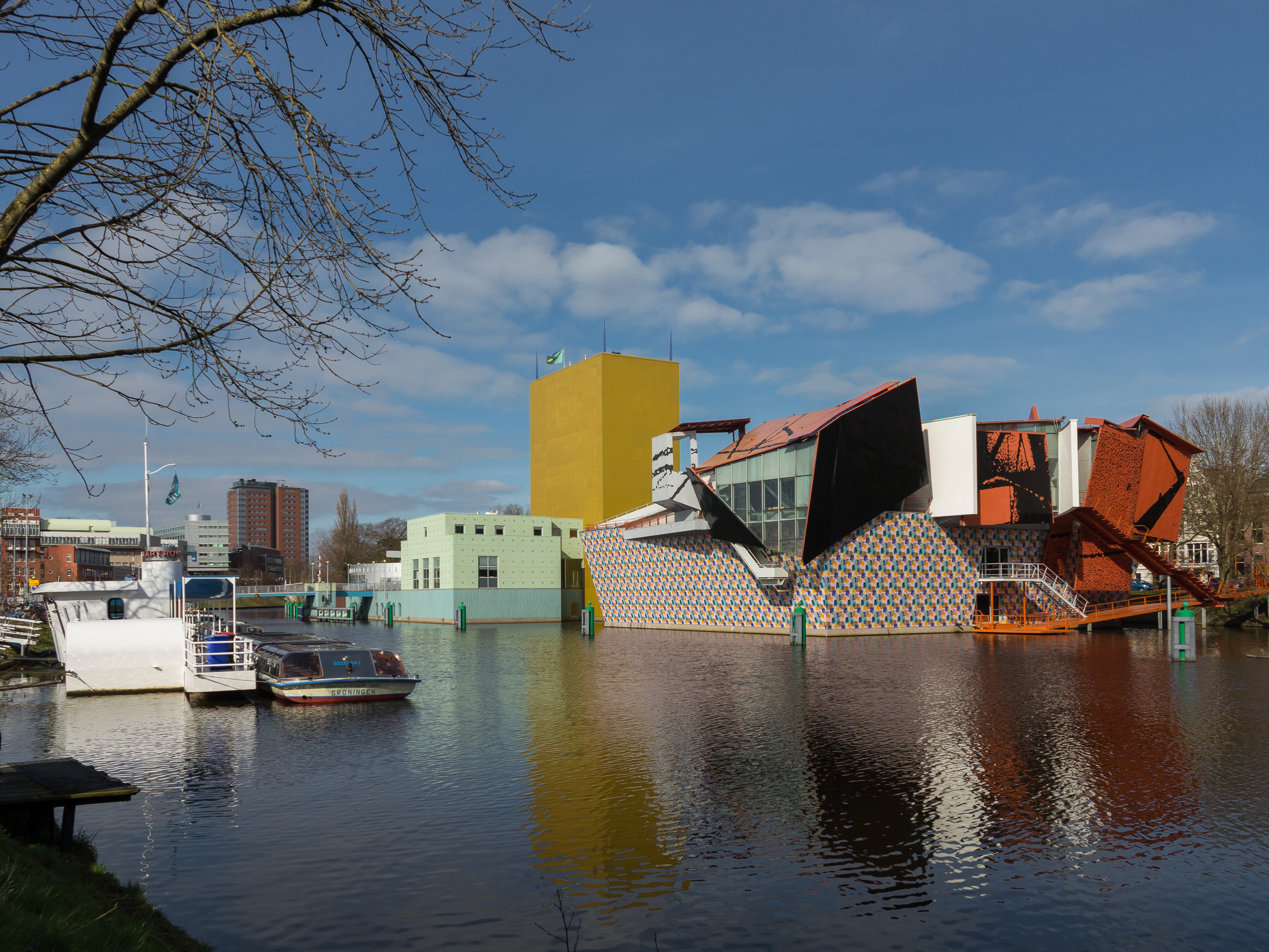
Groninger Museum
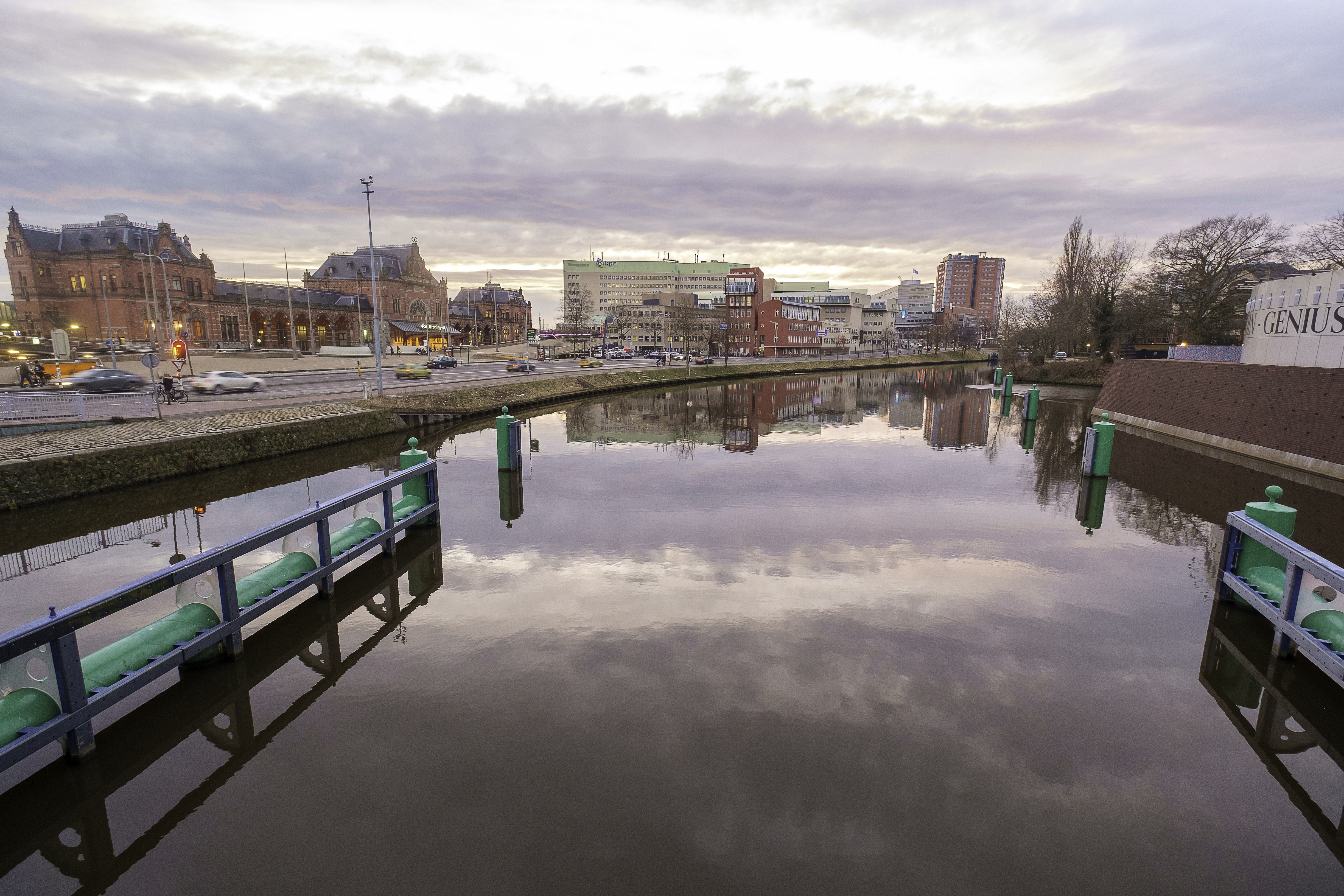
vanaf de H.N. Werkmanbrug in de richting van het westen
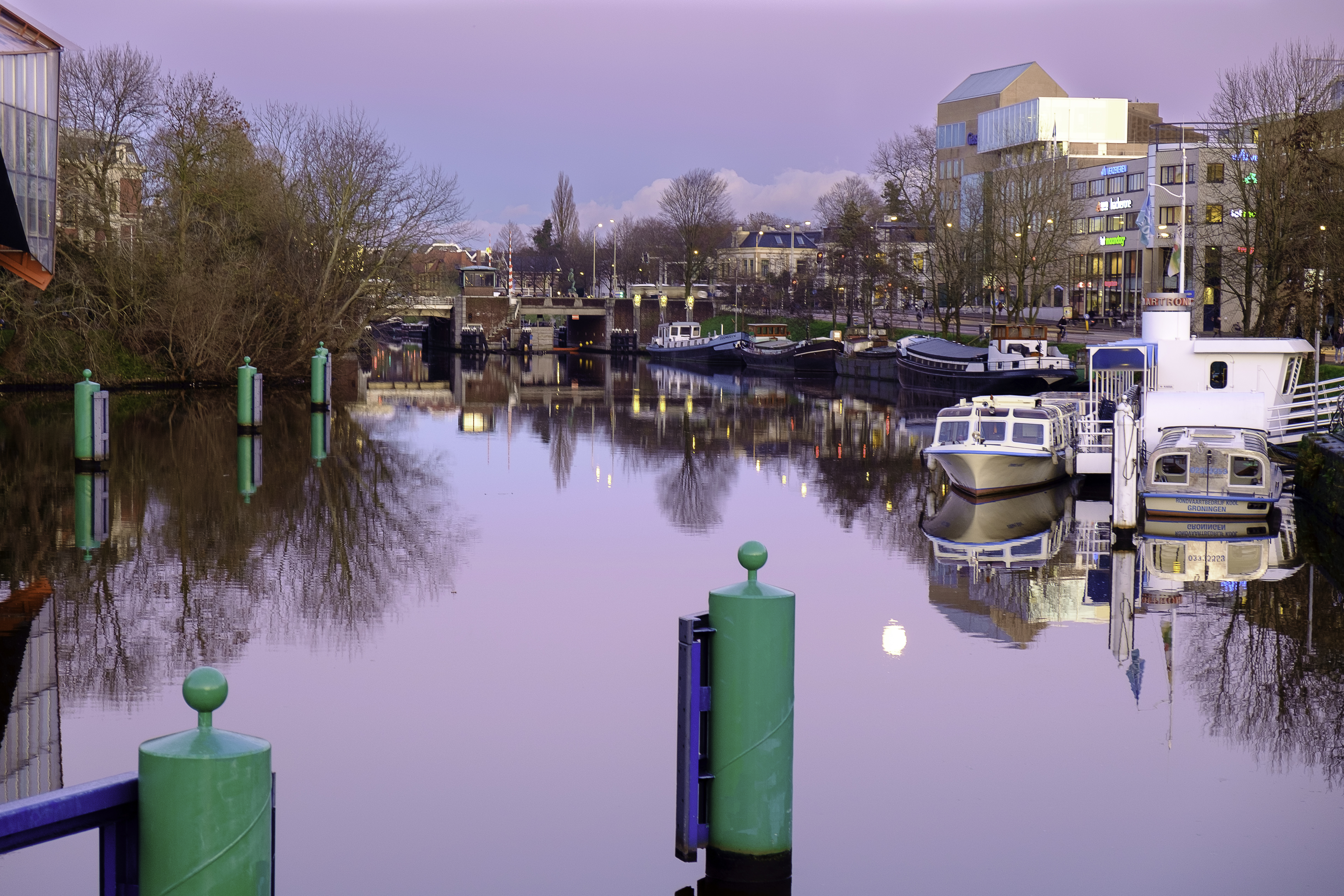
Vanaf de Werkmanbrug naar het oosten